# Andradit
Andradit, auch als Calcium-Eisen-Granat oder Kalkeisengranat bezeichnet, ist ein häufig vorkommendes Mineral aus der Gruppe der Granate innerhalb der Mineralklasse der „Silikate und Germanate“. Es kristallisiert im kubischen Kristallsystem mit der Endgliedzusammensetzung Ca3Fe3+2[SiO4]3, ist also chemisch gesehen ein Calcium-Eisen-Silikat, das strukturell zu den Inselsilikaten gehört.
Andradit ist das Eisen-Analogon zu Grossular (Ca3Al2[SiO4]3) und Uwarowit (Ca3Cr2[SiO4]3) und bildet mit diesen eine Mischkristallreihe, die sogenannte „Ugrandit-Reihe“. Da Andradit auch mit den weiteren Granat-Mineralen Schorlomit (Ca3Ti4+2[Fe3+2SiO12]) und Kimzeyit (Ca3Zr2[Al2SiO12]) Mischkristalle bildet, zeigt er ein entsprechend weites Spektrum der Zusammensetzung mit je nach Bildungsbedingungen mehr oder weniger großen Anteilen von Titan und Zirconium. Da zudem auch weitere Fremdbeimengungen enthalten sein können, kommt er meist in verschiedenen Farben vor, wobei allerdings grüngelbe bis smaragdgrüne und braune bis rotbraune Farben überwiegen. Selten finden sich auch farblose und schwarze Andradite.
Das Mineral ist durchsichtig bis durchscheinend und entwickelt typischerweise Rhombendodekaeder oder Trapezoeder sowie Kombinationen dieser Kristallformen, die bis zu fünf Zentimeter groß werden können und einen harz- bis diamantähnlichen Glanz aufweisen. Daneben tritt er auch in körnigen bis massigen Mineral-Aggregaten auf.

## Etymologie und Geschichte
Erstmals beschrieben wurde das Mineral um 1800 durch den brasilianischen Mineralogen und Staatsmann José Bonifácio de Andrada e Silva, der es auf seiner Reise durch Norwegen in der Grube „Wirum“ nahe Drammen entdeckte. Unter der Bezeichnung Allochroit beschrieb Silva in seinen Aufzeichnungen auch einige der Eigenschaften des Minerals wie beispielsweise seine gelblichgraue bis dunkelstrohgelbe Farbe (Varietät Topazolith) und relativ hohe Härte („just scratched by quartz“, übersetzt: von Quarz gerade noch ritzbar), gab jedoch keine chemische Zusammensetzung an.
Seinen bis heute gültigen Namen erhielt das Mineral 1868 durch James Dwight Dana, der in seinem Werk „A System of Mineralogy“ alle bis dahin bekannten Kalk-Eisen-Granate unter dem Namen Andradit zusammenfasste und damit den ersten Entdecker dieser Mineralart Andrada e Silva ehrte.

## Klassifikation
Die strukturelle Klassifikation der International Mineralogical Association (IMA) zählt den Andradit zur Granat-Obergruppe, wo er zusammen mit Almandin, Calderit, Eringait, Goldmanit, Grossular, Knorringit, Morimotoit, Majorit, Menzerit-(Y), Momoiit, Pyrop, Rubinit, Spessartin und Uwarowit die Granatgruppe mit 12 positiven Ladungen auf der tetraedrisch koordinierten Gitterposition bildet.
Bereits in der veralteten 8. Auflage der Mineralsystematik nach Strunz gehörte der Andradit zur Mineralklasse der „Silikate“ und dort zur Abteilung der „Inselsilikate (Nesosilikate)“, wo er zusammen mit Calderit die Gruppe der „Eisen(III)-Granate“ mit der Systemnummer VIII/A.06b bildete.
In der zuletzt 2018 überarbeiteten Lapis-Systematik nach Stefan Weiß, die formal auf der alten Systematik von Karl Hugo Strunz in der 8. Auflage basiert, erhielt das Mineral die System- und Mineralnummer VIII/A.08-110. Dies entspricht ebenfalls der Abteilung „Inselsilikate mit [SiO4]-Gruppen“, wo Andradit zusammen mit Almandin, Calderit, Eltyubyuit, Eringait, Goldmanit, Grossular, Henritermierit, Holtstamit, Hutcheonit, Irinarassit, Jeffbenit, Katoit, Kerimasit, Kimzeyit, Knorringit, Majorit, Menzerit-(Y), Momoiit, Morimotoit, Pyrop, Schorlomit, Spessartin, Toturit, Uwarowit und Wadalit sowie dem 1967 diskreditierten Hydrougrandit die „Granatgruppe“ mit der Systemnummer VIII/A.08 bildet.
Die von der International Mineralogical Association (IMA) zuletzt 2009 aktualisierte 9. Auflage der Strunz’schen Mineralsystematik ordnet den Andradit in die erweiterte Klasse der „Silikate und Germanate“, dort aber ebenfalls in die Abteilung der „Inselsilikate“ ein. Diese ist allerdings weiter unterteilt nach der möglichen Anwesenheit zusätzlicher Anionen sowie der Koordination der beteiligten Kationen. Das Mineral ist hier entsprechend seiner Zusammensetzung und seinem Aufbau in der Unterabteilung der „Inselsilikate ohne zusätzliche Anionen; Kationen in oktaedrischer [6]er- und gewöhnlich größerer Koordination“ zu finden, wo es zusammen mit Almandin, Calderit, Goldmanit, Grossular, Henritermierit, Hibschit, Holtstamit, Katoit, Kimzeyit, Knorringit, Majorit, Momoiit, Morimotoit, Pyrop, Schorlomit, Spessartin, Uwarowit und Wadalit sowie den hypothetischen bzw. bisher nicht anerkannten Blythit, Hydroandradit und Skiagit die „Granatgruppe“ mit der Systemnummer 9.AD.25 bildet. Wadalit erwies sich nach neueren Untersuchungen als strukturell unterschiedlich und wird derzeit mit Chlormayenit und Fluormayenit einer eigenen Gruppe zugeordnet.
Auch die vorwiegend im englischen Sprachraum gebräuchliche Systematik der Minerale nach Dana ordnet den Andradit in die Klasse der „Silikate“ und dort in die Abteilung der „Inselsilikatminerale“ ein. Hier ist er zusammen mit Goldmanit, Grossular, Uwarowit und Yamatoit (diskreditiert, da identisch mit Momoiit) in der „Granatgruppe (Ugrandit-Reihe)“ mit der Systemnummer 51.04.03b innerhalb der Unterabteilung „Inselsilikate: SiO4-Gruppen nur mit Kationen in [6] und >[6]-Koordination“ zu finden.

## Chemismus
Andradit mit der Endgliedzusammensetzung [X]Ca2+3[Y]Fe3+[Z]Si3O12 ist das Eisen-Analog von Grossular ([X]Ca2+3[Y]Al[Z]Si3O12) und bildet Mischkristalle den meisten anderen Siliklatgranaten.
Auf der oktaedrisch koordinierten Y-Position kann Fe3+ durch verschiedene Kationen ersetzt werden, entsprechend den Austauschreaktionen
- [Y]Fe3+ = [Y]Al3+, (Grossular)[12],
- [Y]Fe3+ = [Y]Cr3+, (Uwarowit)[13][14],
- [Y]Fe3+ = [Y]V3+, (Goldmanit),
- [Y]Fe3+ = [Y]Sc3+, (Eringait)[15]

Auf der dodekaedrisch koordinierten X-Position kann Ca2+ durch Mn2+ und Fe2+ ersetzt werden, entsprechend den Austauschreaktionen
- [X]Ca2+ = [X]Mn2+ (Calderit)[16],
- [X]Ca2+ = [X]Fe2+ (Skiagit)[17]

Wie beim Grossular kann auch beim Andradit Silizium durch vier Protonen (H+) und eine Leerstelle (□) ersetzt werden, entsprechend der Substitution
- [Z]Si4+ + 4 O2− = [Z]□4+ + 4 OH− (Hydroandradit).[18]

Der bislang OH-reichste, natürliche Andradit wurde in der Wessels Mine im Kalahari Manganfeld (Südafrika) gefunden und enthält rund 35 mol-% des Fe3+-Analogs von Katoit ([X]Ca2+3[Y]Fe3+[Z]□3(OH)12).
In Melanit, titanhaltigen Andradit, wird Titan auf der oktaedrisch koordinierten Y-Position im Wesentlichen über zwei Austauschreaktionen eingebaut:
- [Y]Fe3+ + [Z]Si4+ = [Y]Ti4+ + [Z]Fe3+ (Schorlomit)
- 2[Y]Fe3+ = [Y]Ti4+ + [Y]Fe2+ (Morimotoit)

## Kristallstruktur
Andradit kristallisiert mit kubischer Symmetrie in der Raumgruppe Ia3d (Raumgruppen-Nr. 230) mit 8 Formeleinheiten pro Elementarzelle. Es gibt zahlreiche Bestimmungen für die Kantenlänge der kubischen Elementarzelle sowohl natürlicher Mischkristalle wie auch synthetischer Andradite. Unter anderem wird für das reine Andraditendglied der Gitterparameter mit a = 12,048 Å oder a = 12,058 Å angegeben.
Die Struktur ist die von Granat. Calcium (Ca2+) besetzt die dodekaedrisch von 8 Sauerstoffionen umgebenen X-Positionen, Eisen (Fe3+) die oktaedrisch von 6 Sauerstoffionen umgebene Y-Position und die tetraedrisch von 4 Sauerstoffionen umgebenen Z-Position ist ausschließlich mit Silicium (Si4+) besetzt.
Natürliche Andradite zeigen oft Sektorzonierung und sind optisch leicht doppelbrechend, was meist als Hinweis auf eine niedrigere, nicht kubische Symmetrie interpretiert wird. Für einen doppelbrechenden Andradit aus einem Skarn vom Sonoma-Gebiet in Nevada, USA wurde beispielsweise trikline Symmetrie bestimmt, hervorgerufen von einer geordneten Verteilung von Fe3+ und Al auf die 8 unterschiedlichen oktaedrisch koordinierten Positionen der triklinen Granatstruktur.
In neuen Untersuchungen mit hochaufgelöster Synchrotron-Röntgenbeugung konnte hingegen gezeigt werden, dass doppelbrechende Andradite ein Gemisch von 2 - 3 Granaten mit unterschiedlicher Zusammensetzung sind. Alle Granate dieser Verwachsungen sind kubisch mit leicht unterschiedlichen Gitterkonstanten. Es sind diese unterschiedlichen Gitterkonstanten der Granate, die zu Gitterspannungen und in der Folge zu Spannungsdoppelbrechung führen.

## Eigenschaften
Vor dem Lötrohr erhitzt, bildet Andradit eine schwarze, magnetische Kugel.

## Modifikationen und Varietäten
- Demantoid ist ein durch Fremdbeimengungen von Chrom gelbgrün bis dunkelgrün gefärbter Andradit. Benannt wurde er um 1870 durch Nils von Nordenskiöld, der die erst später als Andradite erkannten „grünlichen Gerölle“ im Ural entdeckte.[26]
- Hydroandradit (Ca3Fe3+2.0(SiO4)2.71-2.81(H4O4)0.29-0.19[18]) zählt nicht als eigenständiges Mineral, sondern als Varietät von Andradit.
- Melanit (nach Abraham Gottlob Werner, 1799[27]) wird als titanreiche Varietät von Andradit angesehen und nach dem griechischen Wort μέλας für schwarz benannt, da er überwiegend in grauschwarzen bis pechschwarzen Kristallen oder derben Aggregaten vorkommt.
- Topazolith (= Topas-ähnlich) ist eine hellgelbe bis cognacfarbene Andradit-Varietät.

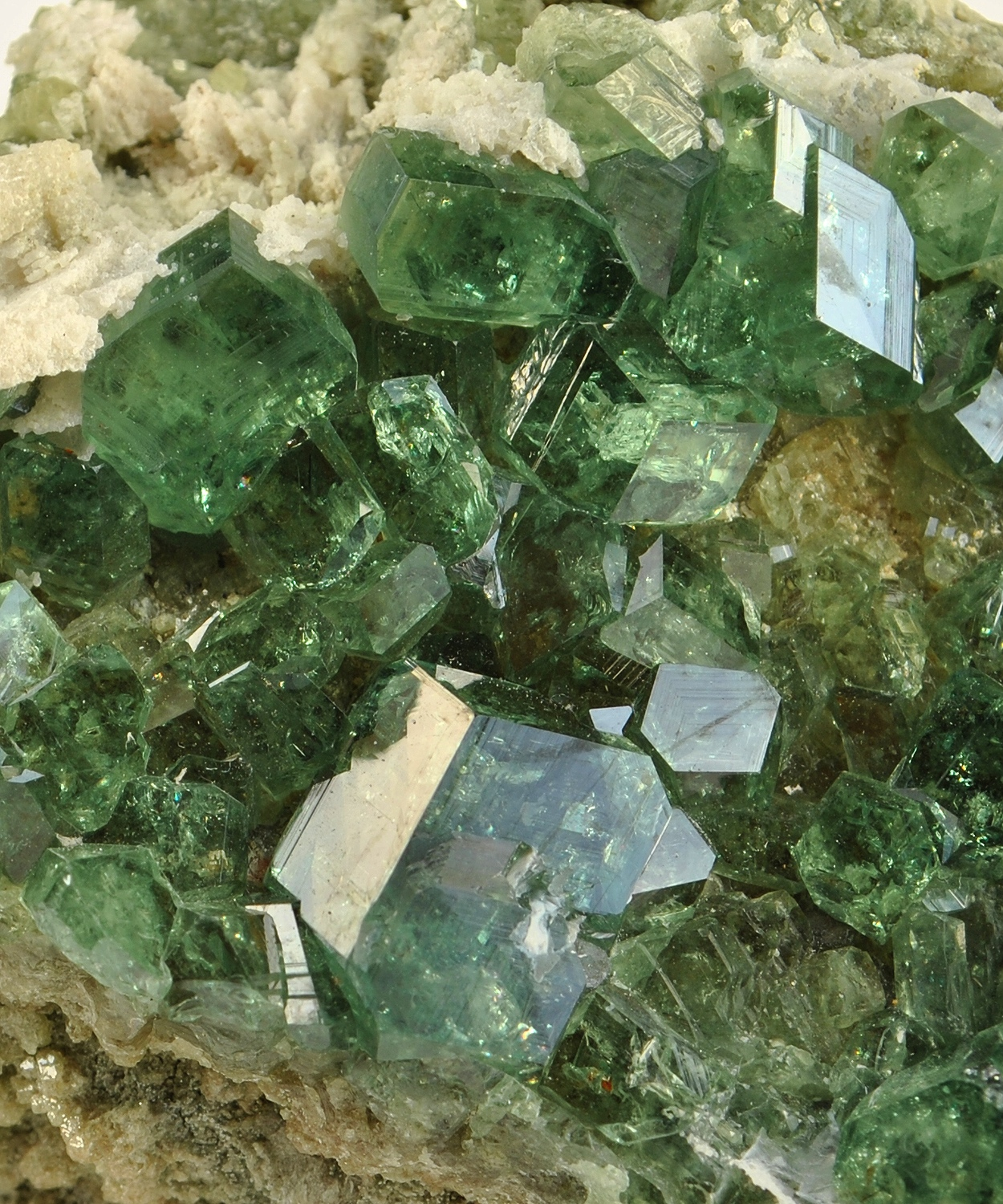
Hellgrüne Demantoide aus Antetezambato (Tetezambato), Kreis Ambanja, Madagaskar (Gesamtgröße: 9,0 cm × 6,0 cm × 3,8 cm)
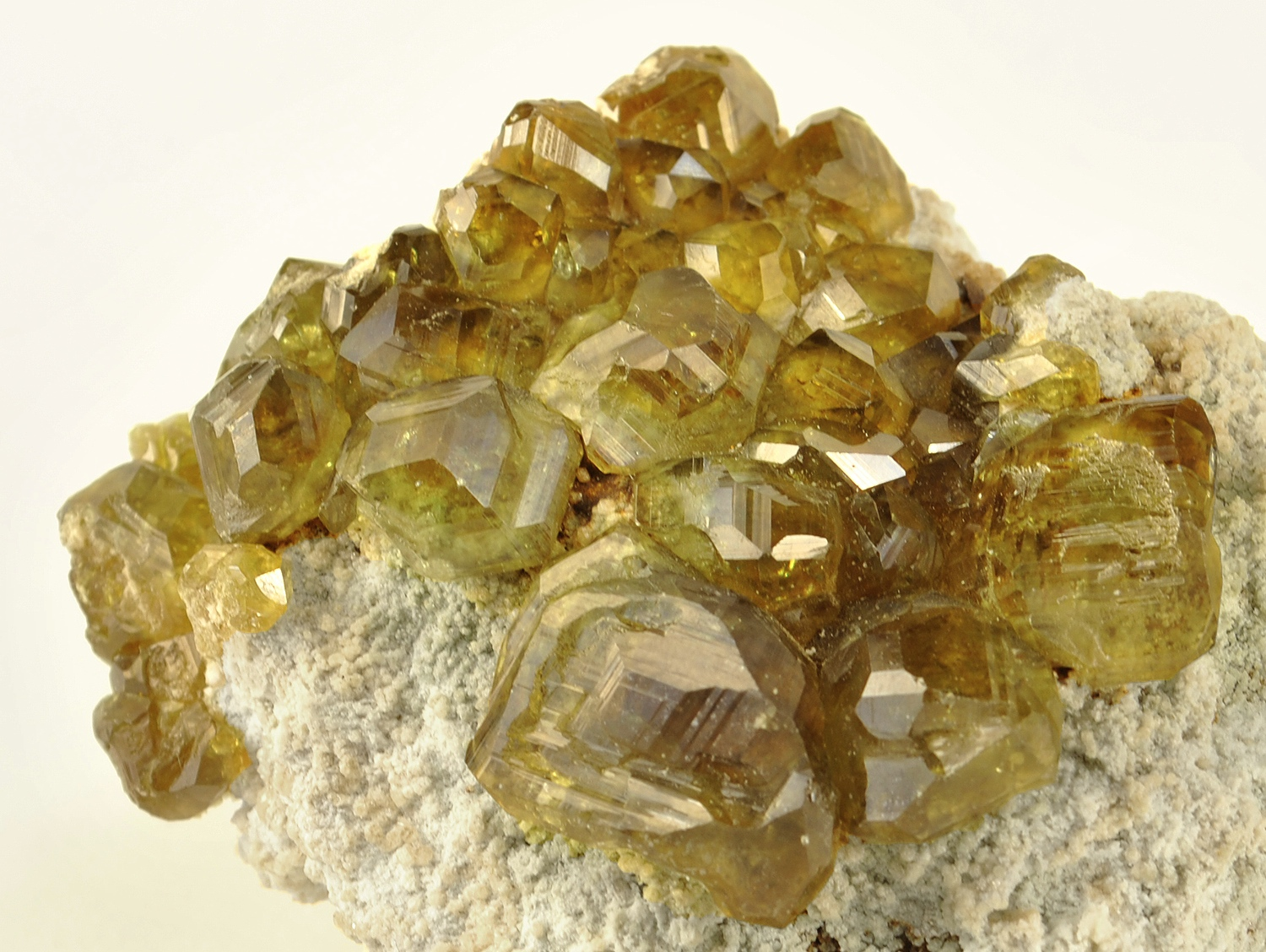
Gelblichbraune Topazolithe aus dem gleichen Fundort (Gesamtgröße: Größe: 7,7 cm × 6,5 cm × 2,6 cm)
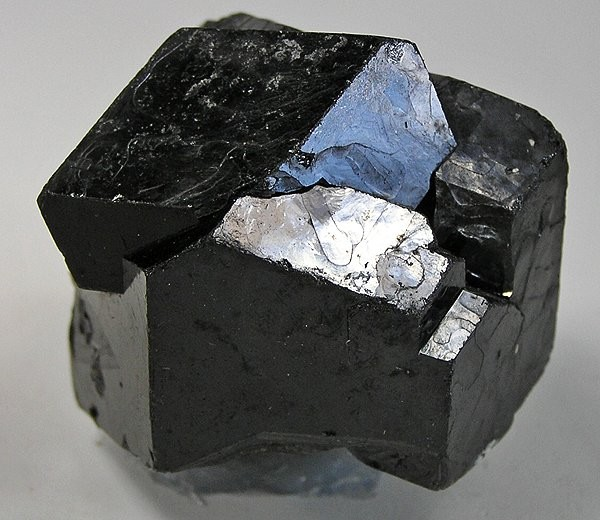
Schwarzer Melanit aus der Region Kayes, Mali (Größe: 5,5 cm × 5,5 cm × 4,5 cm)

## Bildung und Fundorte
Ähnlich wie Grossular bildet sich auch Andradit durch Kontaktmetasomatose (Materialverdrängung bestimmter Gesteinskomponenten) bei Zufuhr von Eisen in Skarnen und in kontaktmetamorph umgewandelten Eisenerz-Lagerstätten. Ebenso findet er sich als Nebengemengteil in Nephelin-Syeniten, Phonolithen und anderen Alkaligesteinen. Gelegentlich tritt Andradit auch in alpinen Klüften, wenn Grünschiefer (Chloritschiefer) oder ähnlich eisenreiche Gesteine als Nebengestein anstehen. Begleitminerale sind unter anderem Calcit, Chlorite, Dolomit, Epidot, Magnetit, Spinell und Vesuvianit.
Als häufige Mineralbildung ist Andradit an vielen Fundorten anzutreffen, wobei bisher (Stand: 2013) rund 1400 Fundorte als bekannt gelten. Neben seiner Typlokalität Drammen trat das Mineral in Norwegen unter anderem noch an mehreren Orten in der Provinz Buskerud (Kongsberg, Lier, Nedre Eiker) sowie an einigen Stellen in den Provinzen Aust-Agder (Arendal, Gjerstad), Nordland, Oppland (Grua, Nordmarka), Telemark (Porsgrunn, Skien) und Vestfold (Larvik, Sandefjord) auf.
Bekannt aufgrund außergewöhnlicher Andraditfunde ist unter anderem die Grube „Kohse“ bei Tenkawa im Landkreis Yoshino-gun (Präfektur Nara) auf der japanischen Insel Honshū, wo mehrere Zentimeter große und teilweise irisierende Kristallstufen zutage traten. Diese sogenannten „Regenbogen-Granate“ (englisch rainbow garnet) werden allerdings auch in Mexiko gefunden. Bis zu vier Zentimeter große Kristalle kennt man aus der Lagerstätte Sinerechenskoye (Verwaltungsbezirk Kawalerowo) in der russischen Region Primorje und bis zu drei Zentimeter große Demantoidkristalle fand man im Val Malenco in der italienischen Provinz Sondrio.
In Deutschland konnte Andradit bisher an vielen Orten nachgewiesen werden: im Schwarzwald in Baden-Württemberg; im Fichtelgebirge, Fränkischen Wald und Bayerischen Wald in Bayern; bei Rachelshausen, Hirzenhain und Hochstädten (Bensheim) in Hessen; bei Bad Harzburg und Sankt Andreasberg in Niedersachsen; an vielen Stellen in der Eifel (Rheinland-Pfalz), im sächsischen Erzgebirge und Vogtland sowie bei Unterbreizbach und Sparnberg in Thüringen.
In Österreich fand man das Mineral unter anderem bei Badersdorf und am Pauliberg im Burgenland, bei Andreaskreuz in der Gemeinde Hüttenberg und bei Wollanig nahe Villach in Kärnten, an mehreren Orten im niederösterreichischen Waldviertel und den Salzburger Hohen Tauern sowie an einigen Orten in der Steiermark, Tirol und Vorarlberg.
In der Schweiz trat Andradit bisher vor allem in den Kantonen Graubünden und Wallis auf, konnte aber auch nahe Oberbargen in Schaffhausen gefunden werden.
Weitere Fundorte liegen unter anderem in Afghanistan, der Antarktis, Argentinien, Äthiopien, Australien, Aserbaidschan, Bolivien, Brasilien, Bulgarien, Chile, China, der Demokratischen Republik Kongo, Ecuador, Finnland, Frankreich, Griechenland, Grönland, Guinea, Honduras, Island, Indien, Iran, Israel, Jeman, Kanada, Kasachstan, Kenia, Kirgisistan, Madagaskar, Malawi, Mali, Marokko, Mexiko, der Mongolei, Myanmar, Namibia, Neuseeland, Norwegen, Pakistan, Palästina, Papua-Neuguinea, Paraguay, Peru, auf den Philippinen, Polen, Portugal, Rumänien, auf den Salomonen, in Schweden, Serbien, der Slowakei, in Spanien, Sri Lanka, Südafrika, Südkorea, Taiwan, Tadschikistan, Tansania, Thailand, Tschechien, der Türkei, der Ukraine, in Ungarn, Usbekistan, im Vereinigten Königreich (Großbritannien), den Vereinigten Staaten von Amerika (USA) und auf Zypern.

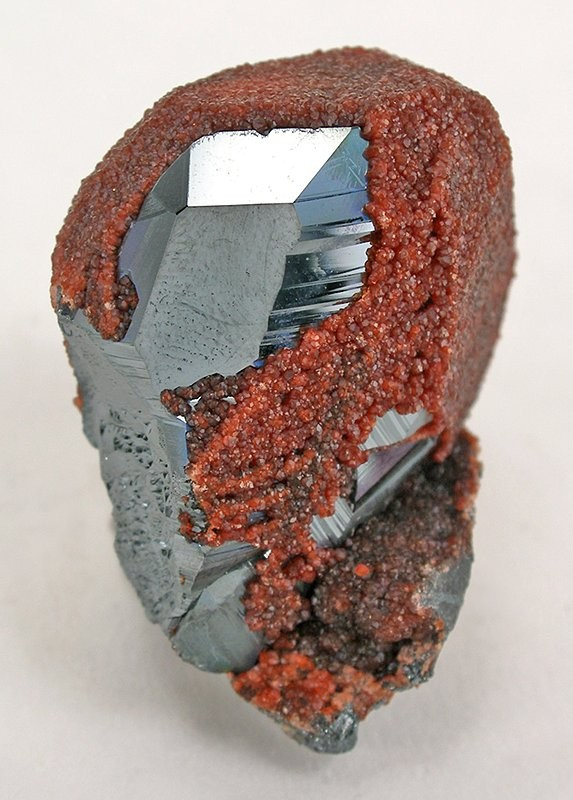
Hämatit, von rotem Andradit überwachsen aus der „Wessels Mine“, Hotazel, Kalahari Manganfeld, Nordkap, Südafrika (Größe: 4,2 cm × 2,8 cm × 2,4 cm)
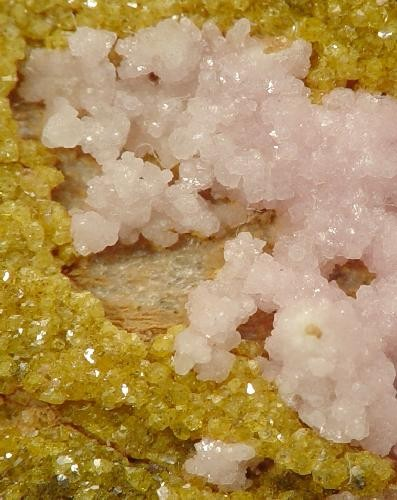
Gelber Andradit und Rhodochrosit, ebenfalls aus der „Wessels Mine“ (Größe: 5,2 cm × 4,7 cm × 3 cm)
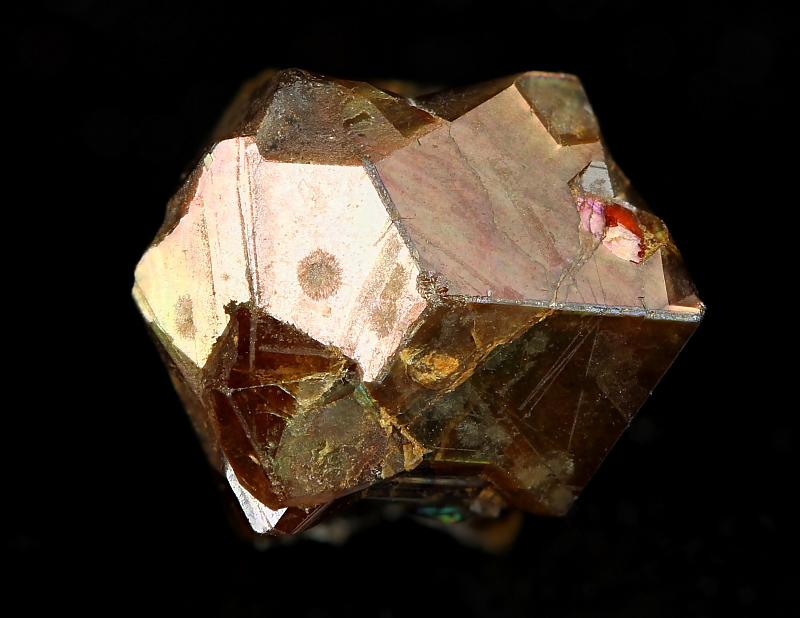
Irisierender „Regenbogen“-Andradit aus der Grube „Kohse“, Honshū, Japan (Größe: 10 cm × 9 cm × 8 mm)
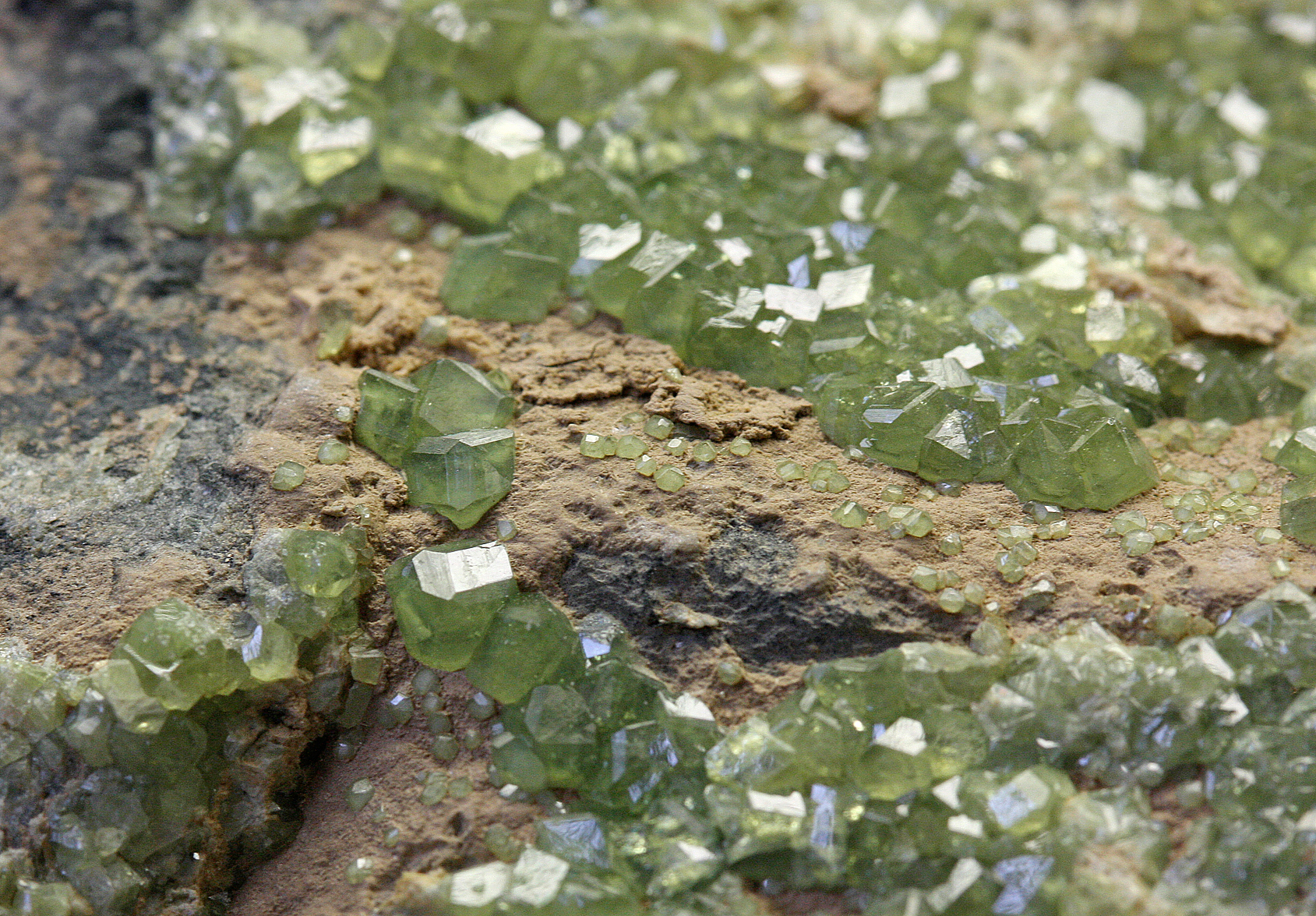
Topazolith aus Wurlitz im Fichtelgebirge. Ausgestellt im Mineralogischen Museum Bonn

## Verwendung als Schmuckstein

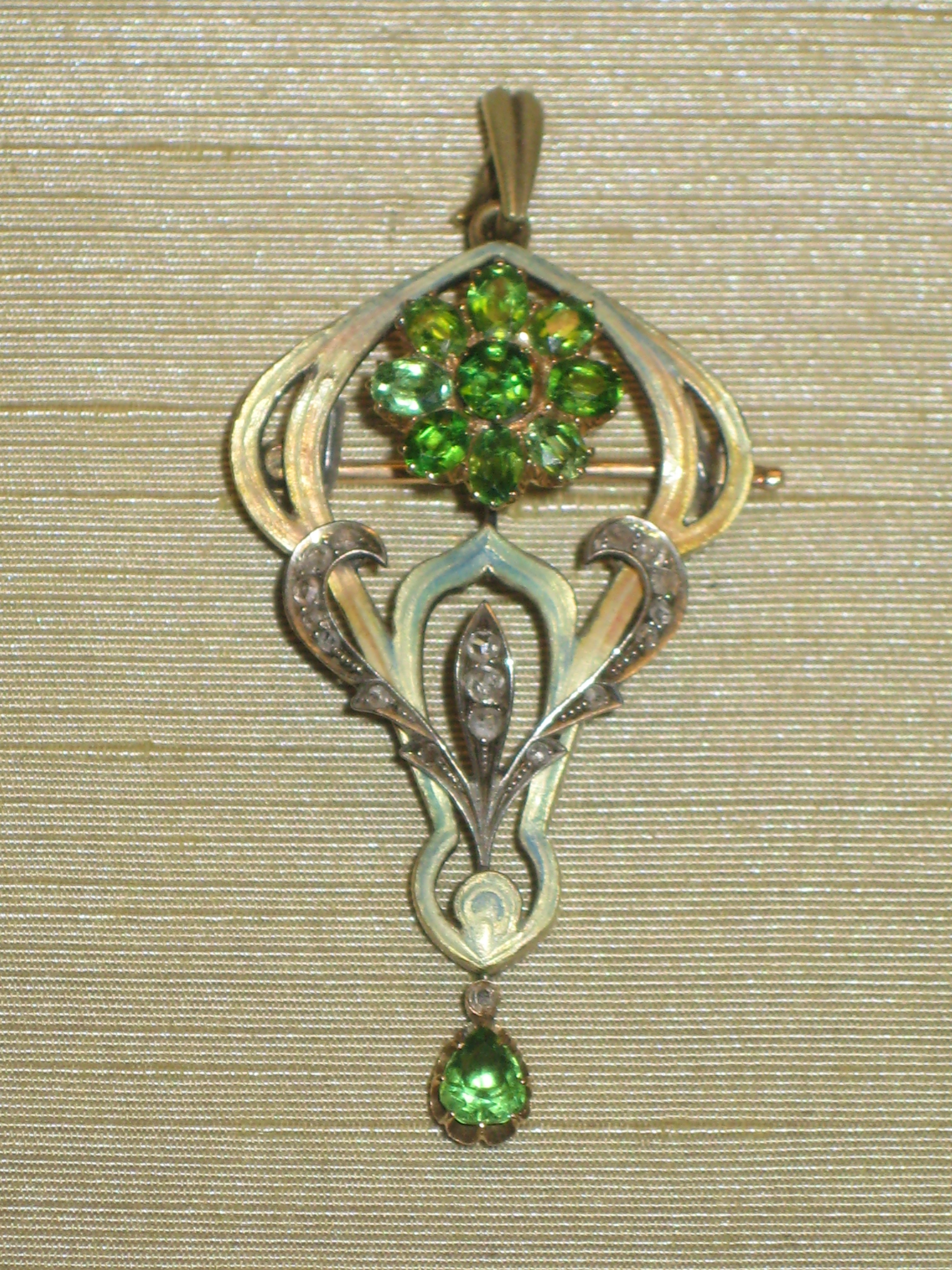
Schmuckanhänger mit facettierten Demantoiden

Wie die meisten Granate wird auch der Andradit bzw. seine Varietäten Demantoid und Topazolith bei entsprechender Qualität als wertvoller Schmuckstein verwendet. Aufgrund der Farbenvielfalt, bedingt durch die weitgehende Mischkristallbildung der Granate ist man im Edelsteinhandel inzwischen dazu übergegangen, die Granate nicht nach ihrer oft nur schwer bestimmbaren, chemischen Zusammensetzung, sondern nach ihrer jeweiligen Farbnuance den einzelnen Granatarten zuzuordnen, die entsprechend nur noch als Farbbezeichnungen dienen. So werden beispielsweise die grünen Granate entweder als Demantoid, Hydrogrossular oder auch als Tsavorit bzw. Tsavolith bezeichnet, obwohl letzterer chemisch eigentlich zu den Grossularen gehört.
Verwechslungsmöglichkeiten bestehen je nach Farbe unter anderem mit Rubin und Spinell (rot), Peridot und Smaragd (grün), Topas und Hyazinth (gelblich bis bräunlich) sowie dem vielfarbigen Turmalin.